# José Luis Garzón Fito
José Luis Garzón Fito (València, 4 d'agost de 1946 - Sabadell, 17 de març de 2017) va ser un futbolista valencià, que jugava com a centrecampista. Era el pare del futbolista sabadellenc José Luis Garzón Muñoz.